# Karl Schmid (roddare)
Karl Schmid, född 29 juni 1910, död 14 maj 1998, var en schweizisk roddare.
Schmid blev olympisk silvermedaljör i fyra med styrman vid sommarspelen 1936 i Berlin.